# Морская Матуга
Морская Матуга — остров в России, расположенный у западного берега полуострова Тайгонос в Гижигинской губе в заливе Шелихова Охотского моря, к северо-востоку от островов Халпили. Наивысшая точка 73 метров над уровнем моря. Относится к Северо-Эвенскому району Магаданской области.